# Hietalahdenranta
Hietalahdenranta (en français : Baie au sable fin) est une rue d'Helsinki en Finlande.

## Présentation
Hietalahdenranta est une rue du sud du centre-ville d'Helsinki dans les quartiers de Kamppi et de Punavuori.
Hietalahdenranta part de Länsilinkki à Kamppi, où elle forme une intersection avec Jätkäsaarenlaituri et Mechelininkatu.
Hietalahdenranta contourne le bassin du port Ouest d'Helsinki au bout de Bulevardi et se termine à Punavuorenkatu, où la rue est prolongée vers le sud par Telakkakatu.
Des voies de tram empruntent Hietalahdenranta. 
Auparavant, elles allaient de Ruoholahdenranta à Bulevardi, mais en 2021, une nouvelle section a été achevée via Telakkakatu jusqu'à Hernesaari.